# 원 헌드레드
《원 헌드레드》(영어: The 100)는 2014년부터 2020년까지 방영된 TV 시리즈이다.

## 개발
원 헌드레드(The 100 ,The Hundred로 발음)은 2014년 3월 19일 The CW에서 방영되어 2020년 9월 30일에 종영한 미국 포스트 아포칼립스의 SF 드라마 TV 시리즈이다. 이 시리즈는 카스 모건(Kass Morgan)의 같은 이름의 소설 시리즈를 기반으로 제이슨 로텐버그(Jason Rothenberg)가 개발했다.

## 플롯
일부 소수들이 정보의 흐름을 유리하게 통제하는 것과 이러한 맥락에서 소수의 사람들의 불안정한 결정에서 얼마나 많은 다수의 사람들에게 생존과 자유의지를 위협하고 데미지를 줄 수 있는지를 시나리오적으로 잘 묘사하고있다. 생명의 양면성인 생존본능과 희생정신의 희비쌍곡선을 지속적으로 잘 대비시키고 있다.

## 같이 보기
- 큐브